# Winfried Schulz (Soziologe)
Winfried Friedrich Schulz (* 11. August 1938 in Berlin) ist ein deutscher Kommunikationswissenschaftler.

## Leben
Winfried Schulz studierte in München, Berlin und Mainz Sozialwissenschaften. Im Jahr 1964 schloss er das Studium als Diplom-Soziologe ab. Ab 1965 war er Wissenschaftlicher Assistent bei Elisabeth Noelle-Neumann an der Universität Mainz. 1968 wurde er zum Dr. rer. pol. promoviert. 1974 habilitierte er sich in Mainz für Publizistik und Kommunikationswissenschaft. Von 1972 bis 1975 war Schulz Assistenz-Professor in Mainz und 1975/76 Research Fellow an der University of California at Berkeley. 1977 erhielt er eine Professur für Publizistik an der Westfälischen Wilhelms-Universität in Münster. 1983 wechselte er auf den Lehrstuhl für Kommunikations- und Politikwissenschaften an die FAU Erlangen-Nürnberg.
Seine Forschungsschwerpunkte sind Politische Kommunikation, Wahl- und Informationskampagnen, Medienwirkung sowie Methoden der Kommunikations- und Mediaforschung. Schulz ist Ehrendoktor der Karls-Universität Prag und Fellow der International Communication Association; 2015 wurde er mit dem Meyer-Struckmann-Preis für geistes- und sozialwissenschaftliche Forschung ausgezeichnet.
Schulz ist evangelisch, seit 1963 mit Helga Schulz-Sajo verheiratet und hat einen Sohn Jan.

## Veröffentlichungen (Auswahl)
- Kausalität und Experiment in den Sozialwissenschaften. 1970.
- Politische Kommunikation: theoretische Ansätze und Ergebnisse empirischer Forschung. 1997; 3. Auflage. VS-Verlag, Wiesbaden 2011, ISBN 978-3-531-17222-4.
- Die Konstruktion von Realität in den Nachrichtenmedien. Analyse der aktuellen Berichterstattung. Karl Alber, Freiburg / München 1976; 2. Auflage 1990, ISBN 3-495-47331-9.
- Hrsg. zusammen mit Elisabeth Noelle-Neumann und Hans Mathias Kepplinger: Alber-Broschur Kommunikation 20 Bände, Karl Alber, Freiburg / München 1975 bis 1995.
- mit Kl. Schönbach: Massenmedien und Wahlen. 1983.
- Hrsg. zusammen mit Elisabeth Noelle-Neumann und Jürgen Wilke: Fischer Lexikon Publizistik Massenkommunikation. 5., aktualisierte, vollständig überarbeitete und ergänzte Auflage. Fischer Taschenbuch, Frankfurt am Main 2009, ISBN 978-3-596-18192-6.
- Kommunikationsprozess. In: Elisabeth Noelle-Neumann, Winfried Schulz, Jürgen Wilke (Hrsg.): Fischer Lexikon Publizistik Massenkommunikation. 5., aktualisierte, vollständig überarbeitete und ergänzte Auflage. Fischer Taschenbuch, Frankfurt am Main 2009, ISBN 978-3-596-18192-6, S. 169–199.